# Тейшейра (Параиба)
Тейшейра (порт. Teixeira) — муниципалитет в Бразилии, входит в штат Параиба. Составная часть мезорегиона Сертан штата Параиба. Входит в экономико-статистический микрорегион Серра-ду-Тейшейра. Население составляет 13 663 человека на 2007 год. Занимает площадь 114,437 км². Плотность населения — 107,6 чел./км².
Праздник города — 29 августа. 

## История
Город основан в 1859 году.

## Статистика
- Валовой внутренний продукт на 2003 год составляет 23 498 398,00 реалов (данные: Бразильский институт географии и статистики).
- Валовой внутренний продукт на душу населения на 2003 год составляет 2022,06 реалов (данные: Бразильский институт географии и статистики).
- Индекс развития человеческого потенциала на 2000 год составляет 0,624 (данные: Программа развития ООН).